# Мејвуд Парк (Орегон)
Мејвуд Парк (енгл. Maywood Park) град је у америчкој савезној држави Орегон.

## Демографија
По попису из 2010. године број становника је 752, што је 25 (-3,2%) становника мање него 2000. године.
| Група             | 2000.       | 2010.       |
| Белци             | 676 (87,0%) | 627 (83,4%) |
| Афроамериканци    | 16 (2,1%)   | 26 (3,5%)   |
| Азијати           | 31 (4,0%)   | 44 (5,9%)   |
| Хиспаноамериканци | 18 (2,3%)   | 30 (4,0%)   |
| Укупно            | 777         | 752         |